# ポール・クリューガー
ステファノ・ヨハンネス・ポール・クリューガー（アフリカーンス語: Stephanus Johannes Paulus Kruger、1825年10月10日 - 1904年7月14日）は、トランスヴァール共和国の政治家。
大統領（初代）を務める。クルーガー、クリューゲルとも表記する。

## 前半生
1825年10月10日、現在の東ケープ州のステインスブルグに生まれる。当時の東ケープは奴隷制の廃止をめぐってボーア人とイギリス政府とが激しく対立しており、1836年には東ケープのボーア人の一部が幌牛車隊を組んで内陸部へと移住を始めた。グレート・トレックである。11歳のクリューガーも父とともにそれに加わり、ヘンドリック・ポトヒーターの隊に参加してトランスヴァールを目指した。1838年にはフォールトレッカーたちはヴァール川を越え、ポチェフストルームに最初の基地をおいた。クリューガーの父はそこから少し離れた現在のルステンブルク近郊に植民することを決めた。1841年にはクリューガーは独立し、マガリースバーグ山地のふもとに農場を開き、翌年には結婚した。
兵役に入ると、コマンド部隊に入って頭角を現し、フェルトコルネット（行政役人）に任命された。やがて国会議員となり、憲法制定委員会にも参加した。彼は若手のまとめ役となり、トランスヴァール共和国が正式に成立したサンドリバー協定の締結の場にも参加していた。共和国の2大有力者であったマルティヌス・プレトリウスとステファノス・スクーマンとの政治的対立を収めた。1863年にはトランスヴァール共和国軍最高司令官に任命される。1873年には軍を退役し、ボーケンフートフォンテーンの自らの農場に戻った。しかし1874年に彼は内閣のメンバーに選ばれ、まもなく副大統領に就任した。

## 第1次ボーア戦争
1877年、内政上の混乱を理由として、イギリスがトランスヴァール共和国を併合すると、クリューガーは共和国併合に反対し、使節として2度渡英したが交渉は決裂。1880年12月13日、プレトリアの南西にあるパールデクラールにおいてボーア人の集会が開かれ、この集会においてトランスヴァールはイギリスへの徹底抗戦を議決。副大統領であったクリューガー、軍の最高司令官であるピート・ジュベール、共和国初代大統領であったヨハネス・マルティヌス・プレトリウスの3人による三頭政治体制をとることを決め、16日にイギリスに最後通牒を突きつけた。第1次ボーア戦争ではトランスヴァールは体制の整わないイギリス軍に対して有利に戦いを進め、1881年2月27日のマジュバの戦いにおいてジュベール将軍がイギリス軍を決定的に撃破し、1881年8月にはプレトリア講和条約が結ばれ、共和国は独立を回復した。

## トランスヴァール大統領

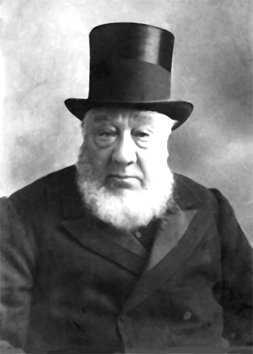
1892年のクリューガー

1883年4月16日行われた大統領選挙にはクリューガーとジュベールが立候補し、クリューガー3471票、ジュベール1171票でクリューガーが選挙に勝利。同年5月9日に大統領に就任した。クリューガーはトランスヴァール大統領に就任し、以後4期連続当選を果たし、1900年までトランスヴァールの大統領を務めた。政治家としては保守的であり、あまり洗練されてはいないが飾らない態度と、トランスヴァールの独立を力強く訴える政治姿勢が地方の保守的ボーア人から強く支持された。
1886年、国土中央にあるヨハネスブルクにおいて金鉱が発見されたことで、トランスヴァールは転機を迎えた。財政は急速に好転し、第1次ボーア戦争の原因ともなった財政逼迫は改善されたが、ゴールドラッシュとともに大量に流入したイギリス系の移民（外国人＝アイットランダース）の増大によってボーア人は白人の中でも少数者に転落する危惧を抱いた。クリューガーはアイットランダースの勢力を削ぐため、選挙権をトランスヴァールに14年以上居住した白人のみに与えるように選挙法を改正したが、これがイギリス系の不満を招き、ケープ植民地首相セシル・ローズらによって政府転覆とトランスヴァール併合の計画が再び練られるようになる。
また、ローズはベチュアナランドやローデシアを英国領に編入し、トランスヴァールに圧力をかけた。それに対抗するため、クリューガーはデラゴア湾鉄道の建設を行い、ヨハネスブルクからポルトガル領モザンビークの港町ロウレンソ・マルケス（現マプト）へのルートを自国の手に握った。さらに1895年にはスワジランド（現：エスワティニ）を併合し東に勢力を伸ばした。また、ドイツ帝国と接近しイギリスと対抗した。
1895年、ジェームソン襲撃事件が起き、クリューガーはイギリスを激しく非難。さらに事件の翌日、ドイツ皇帝ウィルヘルム2世より事件解決の祝電が送られる。クリューガー電報事件である。この両事件によりローズは失脚したものの、イギリスとトランスヴァールとの対立は決定的となった。この際、ケープ植民地からヤン・スマッツがプレトリアに移住し、彼の才能を高く買ったクリューガーはスマッツを司法長官に任命した。

## 第2次ボーア戦争
1899年、オレンジ自由国の仲介によって和平会談が行われたものの、会議は決裂。クリューガーはイギリスに宣戦布告し、第2次ボーア戦争の火蓋が切られた。地力に勝るイギリス軍にトランスヴァールは敗北し、1900年6月5日に首都プレトリアが陥落。クリューガーと政府は東部へと逃れたが、10月にクリューガーはモザンビークへと追い込まれ、国外逃亡を余儀なくされた。クリューガーはオランダの巡洋艦「ヘルダーラント」でロウレンソ・マルケスからマルセイユまで移動した。その後ボーア人の窮状を訴えるために各国を訪れたものの救援を得ることはできず、1902年には敗戦しスイスに亡命することとなった。1904年、亡命先のスイスのヴォー州クラレンスにおいて死亡した。

## 人物

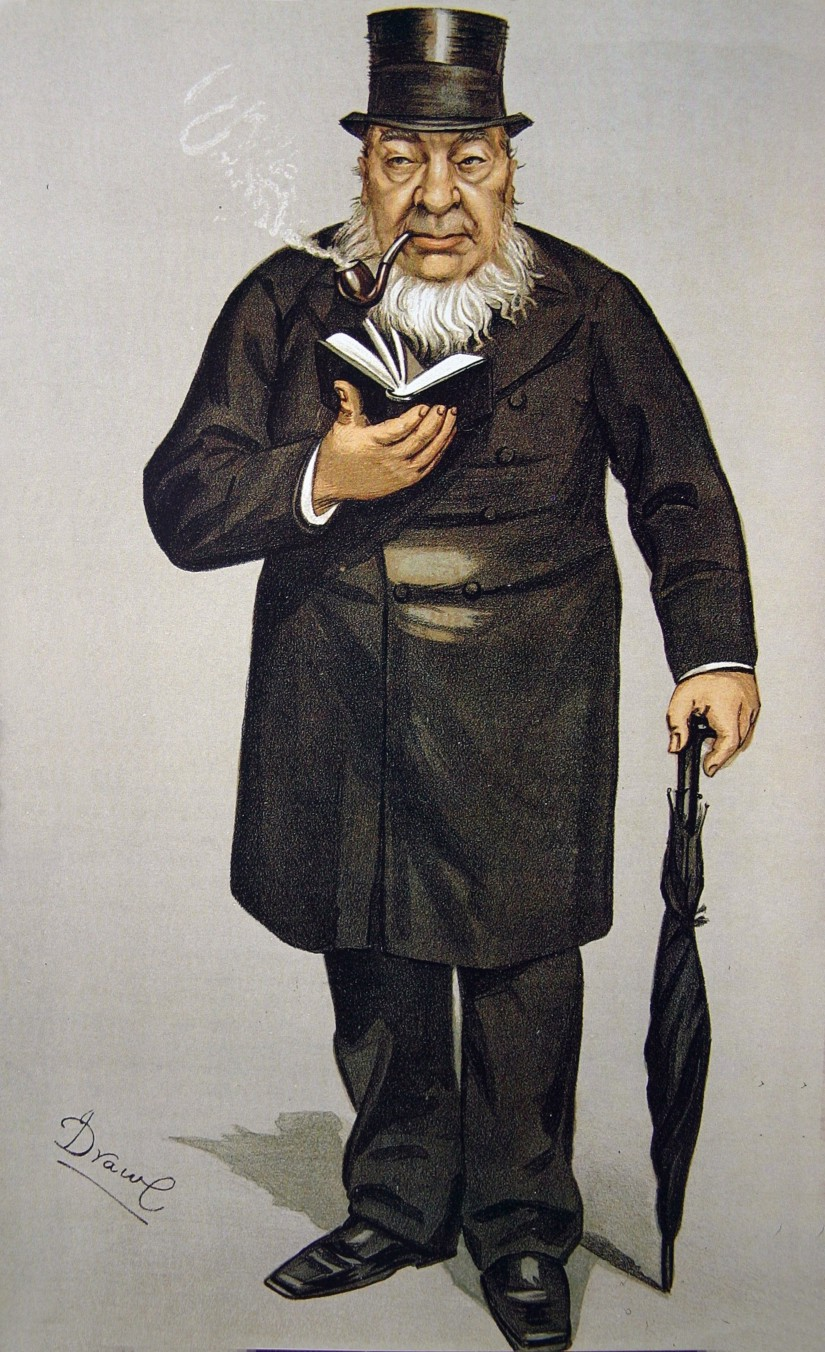
1899年の英国諷刺画のクリューガー

クリューガーは背が高くがっしりとした体格をしており、ダークブラウンの髪と茶色の眼をしていたが、髪は年とともに白くなった。若い頃には口ひげを生やしていたが、後年には口ひげをそって頬髯を生やし、見事なヒゲと黒いフロックコート、シルクハット、そしてヘビースモーカーである彼のパイプが彼のトレードマークとなり、諷刺画などにもこの姿でよく登場した。敬虔なオランダ改革派教会の信徒であり、聖書を愛読した。

## その他
プレトリアの彼の家は、現在ではクリューガー・ハウスとして博物館となっている。旧トランスヴァール東端にあるクルーガー国立公園は彼を記念して命名された。クルーガーランド金貨は、表にクリューガーの肖像がデザインされている。第二次世界大戦中にはナチス・ドイツによって、彼の抵抗を描いた反英プロパガンダ映画『世界に告ぐ（Ohm Krüger）』が製作され、エミール・ヤニングスがクリューガーを演じた。プレトリア市街の教会広場にはクリューガー像が建立されており、現地アフリカーナーの象徴となっている。しかし一部のアフリカ民族会議の活動家から撤去を求める抗議があり、クリューガー像が緑色の塗料で汚損される事件が発生したため、アフリカーナー側が像を守ろうとする動きが出ている。